# Moushaumi Robinson

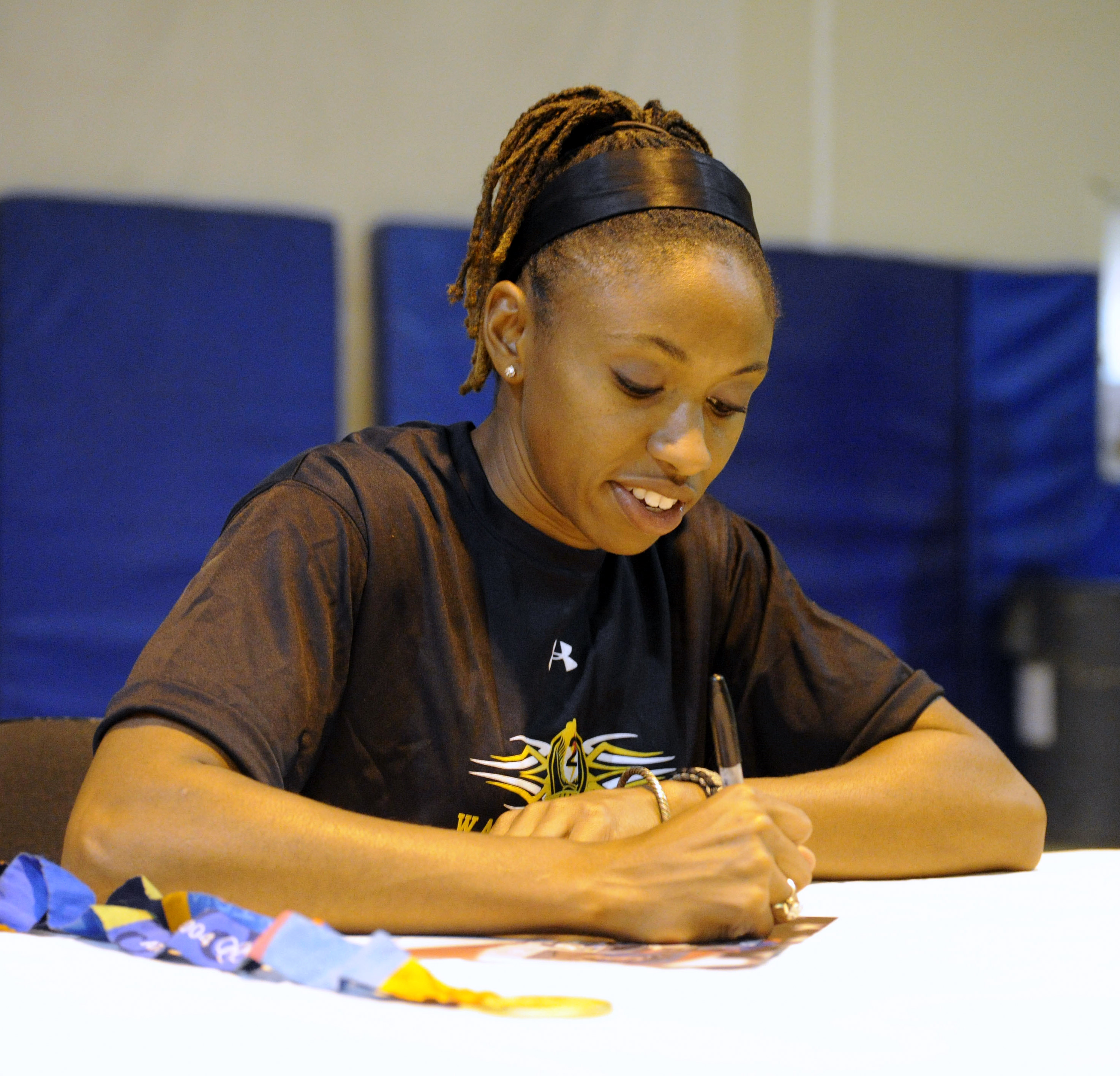
Moushaumi Robinson, 2010

Moushaumi Robinson (* 13. April 1981 in Hattiesburg) ist eine ehemalige US-amerikanische Sprinterin, die sich auf den 400-Meter-Lauf spezialisiert hatte.
2003 wurde sie bei den Panamerikanischen Spielen in Santo Domingo Siebte im Einzelbewerb und siegte in der 4-mal-400-Meter-Staffel.
Bei den Olympischen Spielen 2004 in Athen wurde sie im Vorlauf der 4-mal-400-Meter-Staffel eingesetzt und trug so zum Sieg des US-Teams bei.
2006 wurde sie beim Leichtathletik-Weltcup in Athen mit der US-Stafette Zweite. Bei den Hallenweltmeisterschaften 2008 in Valencia wurde sie über 400 Meter Sechste und gewann mit der US-Stafette Bronze.

## Persönliche Bestzeiten
- 200 m: 22,93 s, 22. Juli 2006, Heusden-Zolder
  - Halle: 23,49 s, 1. März 2003, Lincoln
- 400 m: 50,38 s, 25. Juni 2005, Carson
  - Halle: 51,85 s, 8. März 2008, Valencia